# 포메라니아
포메라니아(라틴어: Pomerania, Pomorania, 폴란드어: Pomorze 포모제[*], 독일어: Pommern, Pommerellen 포메른, 포메렐렌[*], 카슈브어: Pòmòrze, Pòmòrskô)는 유럽 중북부, 발트해 남쪽 연안에 자리잡은 역사적 지역이다. 현재는 거의 대부분 폴란드에 속하며, 서쪽 끝 일부 지역은 독일에 속한다. 그 범위는 서쪽으로는 대략 슈트랄준트와 가까운 레크니츠강에서 슈테틴 근처의 오데르강 삼각주를 지나 동쪽으로 단치히 인근 비스와강 어귀에 이른다.
포메라니아는 북유럽 평원 저지에 속한다. 슈체친과 트로이미아스토 등 소수의 중심 도시 바깥으로는 척박한 토지는 주로 농지로 쓰이며, 수많은 호수, 숲, 마을이 산재하고 있다. 이 지방의 주요 농업으로는 목축, 임업, 수산업, 그리고 곡물과 사탕무, 감자 재배 등이 있다. 19세기 말 이래로 관광은 포메라니아, 특히 해안을 따라 난 유흥지에서 중요한 수입원이 되었다. 그나마 있는 산업 지역에서 가장 중요한 생산품으로는 선박, 금속 제품, 설탕 정제, 제지를 들 수 있다.

## 어원
포메라니아를 일컫는 모든 표현은 고대 슬라브어에서 비롯되었으며, 여기서 'po'는 '옆', '~를 따라'를 뜻하고 'more'는 '바다'를 뜻하는데, 그러므로 '포메라니아'는 문자 그대로 '해안'이란 뜻으로 이 지방이 발트해와 가까움을 이르는 말이다.
포메라니아는 1046년 신성 로마 제국의 어느 문서에서 처음으로 언급되는데, 여기서 'Zemuzil dux Bomeranorum'(포메라니아 공 제무질)라고 쓰여 있다. 포메라니아는 아담 폰 브레멘(1070년경)과 갈루스 아노니무스(1113년경)의 연대기에서 자주 등장한다.

## 지리
포메라니아는 발트해의 포메라니아만 연안 가운데 서쪽의 레크니츠강과 동쪽의 비스와강 사이의 지역이다. 옛 포메라니아는 남쪽으로 노테츠강(네츠강)과 바르타강(바르테강)까지 아울렀으나, 1250년부터 남방 경계는 훨씬 북쪽으로 바뀌게 된다. 이 지역 대부분은 북유럽 평원의 해안 저지이며, 남쪽의 구릉 지역은 플라시스토세에 형성된 빙퇴석 띠인 Baltic Ridge에 속한다. 이 ridge 안에 일련의 빙퇴석호가 고리 모양으로 형성되어 포메라니아 호수 지역을 이룬다. 이 곳 토질은 보통 척박하며, 모래가 많거나 습지대이다.
서쪽 해안선은 들쭉날쭉한 모양으로, 반도(다르스반도, 징스트반도 등)와 섬(뤼겐섬, 우제돔섬, 볼린섬 등), 석호(슈체친 석호 등)가 많다.
동쪽 해안선은 굴곡 없이 부드러운 모양이다. 웹스코호, 얌노호, 가르드노호는 과거에는 만이었으나, 지금은 바다와 단절되었다. 그단스크만(과 푸크만), 비스와만을 따라 동쪽 끝 해안선으로는 헬반도와 비스와반도가 발트해로 뻗어 나와있다.

## 지역 구분

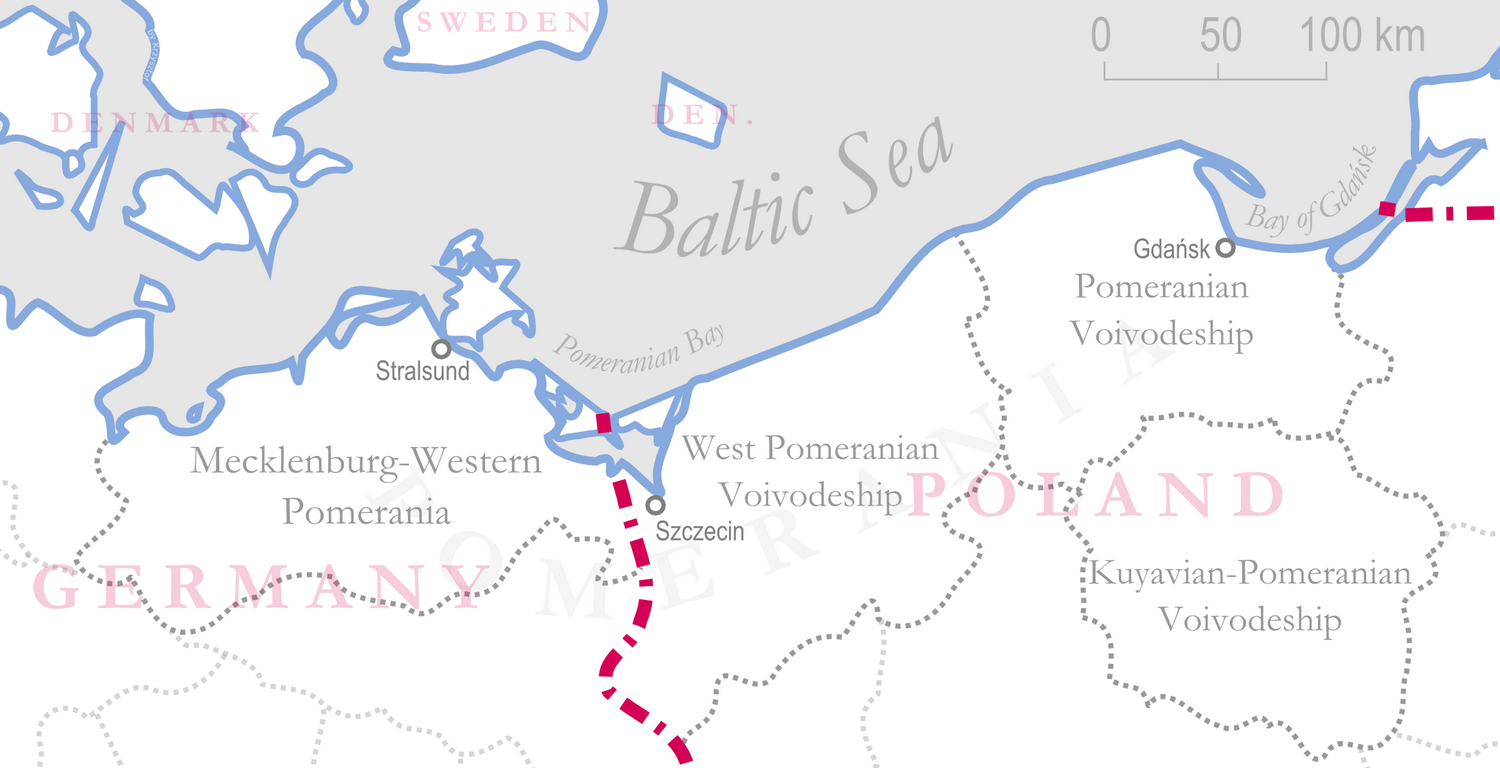
포메라니아 지방의 현재 행정 구역 경계.

포메라니아는 오늘날 다음 지역으로 구분된다.
- 포어포메른(독일의 '서부 또는 가까운 포메라니아') : 레크니츠강에서 오데르-나이세선 사이의 지역. 이 곳은 독일의 메클렌부르크-포어포메른 주의 일부이다. 역사상 포어포메른의 남쪽 끝 지역(가르츠 지역은 오늘날 독일 브란덴부르크주에 속하며, 옛 동쪽 끝 지역(오데르 강 어귀, '슈테티너 지펠Stettiner Zipfel')은 폴란드 서포모제주에 속한다. 과거 포어포메른 지방은 뤼겐 공국과 귀츠코브 토후국으로 이루어져 있었다.
- 자호드니오포모르스키에(폴란드의 '서포모제주') : 오데르-나이세선에서 스우피아강 사이의 지역.
- 포메렐렌(폴란드의 '포모제주' 대부분과 쿠야비안-포모제 주 일부 지역) : 스우피아 강에서 그단스크 인근 비스와 강 삼각주 사이의 지역.

과거 먼 포메라니아 지방은 오늘날 서포모제주 안에 있으며, 그 동쪽 끝 지역(스웁스크 지역)은 오늘날 포모제주의 북서쪽 끝부분을 이룬다. 먼 포메라니아에는 과거 여러 옛 지방이 있었는데, 슐라베-스톨프 영토, 라우엔부르크-뷔토브 영토, 나우가르트 영토, 캄민 주교령이 유명했다. 제2차 세계 대전 시기에 먼 포메라니아 남쪽 지역에는 옛 노이마르크 땅과 그렌츠마르크 포젠-베스트 프로이센도 추가되었다.
포메라니아 일부 지역과 주변 지방은 1995년 이래로 유럽지역이 되었다. 포메라니아 유럽지역은 독일의 포어포메른과 우커마르크, 폴란드의 자호드뇨포모르스키에, 그리고 스웨덴의 스코네로 이루어져 있다.

### 용례
"서포메라니아"라는 용어는 꽤 모호한 말인데, 이 말이 포어포메른(역사상의 포메라니아 지방으로, 독일어의 용례)을 이르거나, 폴란드의 서포모제주를 이르거나 혹은 둘 다(폴란드어의 용례) 가리키는 말로도 쓰일 수 있기 때문이다.
동포메라니아의 경우도 마찬가지로 상이한 의미를 가질 수 있는데, 역사상의 먼 포메라니아(역사상의 지방이자 독일어 용례)나 또는 포모제주(폴란드어 용례)를 이르기 때문이다.
|                                   | ←서쪽 | 포메라니아 | 포메라니아 | 포메라니아 | 포메라니아 | 포메라니아 | 포메라니아 | 포메라니아 | 포메라니아 | 포메라니아 | 포메라니아 | 포메라니아 | 동쪽→ |
| 슈트랄준트                        | | 앙클람 | | 슈체친 (슈테틴) | | 코워브제크 (콜베르크) | | 스웁스크 (스톨프) | | 그디니아 (그딩엔) | | 그단스크 (단치히) | |
| 현재 지역                         | 포어포메른 (메클렌부르크포어포메른주) | 포어포메른 (메클렌부르크포어포메른주) | 포어포메른 (메클렌부르크포어포메른주) | 포어포메른 (메클렌부르크포어포메른주) | 자호드니에포모르스키에 (서포모제주) | 자호드니에포모르스키에 (서포모제주) | 자호드니에포모르스키에 (서포모제주) | 자호드니에포모르스키에 (서포모제주) | 포메렐리아 (포메렐렌, 포모제주) | 포메렐리아 (포메렐렌, 포모제주) | 포메렐리아 (포메렐렌, 포모제주) | 포메렐리아 (포메렐렌, 포모제주) | 포메렐리아 (포메렐렌, 포모제주) |
| 독일어 용례 (영어 용례 및 철자)   | 포메른 (포메라니아) | 포메른 (포메라니아) | 포메른 (포메라니아) | 포메른 (포메라니아) | 포메른 (포메라니아) | 포메른 (포메라니아) | 포메른 (포메라니아) | 포메른 (포메라니아) | 포메른 (포메라니아) | 포메렐렌(Pomerellen, Pommerellen) 카슈바이(Kaschubei) | 포메렐렌(Pomerellen, Pommerellen) 카슈바이(Kaschubei) | 포메렐렌(Pomerellen, Pommerellen) 카슈바이(Kaschubei) | 포메렐렌(Pomerellen, Pommerellen) 카슈바이(Kaschubei) |
| 독일어 용례 (영어 용례 및 철자)   | 포어포메른 (오늘날에는 슈체친을 제외한 뜻으로 쓰임) (서포메라니아) (가까운/상포메라니아) | 포어포메른 (오늘날에는 슈체친을 제외한 뜻으로 쓰임) (서포메라니아) (가까운/상포메라니아) | 포어포메른 (오늘날에는 슈체친을 제외한 뜻으로 쓰임) (서포메라니아) (가까운/상포메라니아) | 포어포메른 (오늘날에는 슈체친을 제외한 뜻으로 쓰임) (서포메라니아) (가까운/상포메라니아) | 포어포메른 (오늘날에는 슈체친을 제외한 뜻으로 쓰임) (서포메라니아) (가까운/상포메라니아) | 힌터포메른(Hinterpommern 먼 포메라니아) 오스트포메른(Ostpommern, 동포메라니아) | 힌터포메른(Hinterpommern 먼 포메라니아) 오스트포메른(Ostpommern, 동포메라니아) | 힌터포메른(Hinterpommern 먼 포메라니아) 오스트포메른(Ostpommern, 동포메라니아) | 힌터포메른(Hinterpommern 먼 포메라니아) 오스트포메른(Ostpommern, 동포메라니아) | 포메렐렌(Pomerellen, Pommerellen) 카슈바이(Kaschubei) | 포메렐렌(Pomerellen, Pommerellen) 카슈바이(Kaschubei) | 포메렐렌(Pomerellen, Pommerellen) 카슈바이(Kaschubei) | 포메렐렌(Pomerellen, Pommerellen) 카슈바이(Kaschubei) |
| 폴란드어 용례 (영어 용례 및 철자) | 포모제 자호드니에(Pomorze Zachodnie), 자호드니에포모르스키(Zachodniepomorskie) (역사상의 용례로는 스웁스크 포함) (서포메라니아) 포모제 슈체친스키에 (Pomorze Szczecińskie, 슈체친 포메라니아) 포모제 나도드잔스키에 (Pomorze Nadodrzańskie, 오데르 포메라니아) | 포모제 자호드니에(Pomorze Zachodnie), 자호드니에포모르스키(Zachodniepomorskie) (역사상의 용례로는 스웁스크 포함) (서포메라니아) 포모제 슈체친스키에 (Pomorze Szczecińskie, 슈체친 포메라니아) 포모제 나도드잔스키에 (Pomorze Nadodrzańskie, 오데르 포메라니아) | 포모제 자호드니에(Pomorze Zachodnie), 자호드니에포모르스키(Zachodniepomorskie) (역사상의 용례로는 스웁스크 포함) (서포메라니아) 포모제 슈체친스키에 (Pomorze Szczecińskie, 슈체친 포메라니아) 포모제 나도드잔스키에 (Pomorze Nadodrzańskie, 오데르 포메라니아) | 포모제 자호드니에(Pomorze Zachodnie), 자호드니에포모르스키(Zachodniepomorskie) (역사상의 용례로는 스웁스크 포함) (서포메라니아) 포모제 슈체친스키에 (Pomorze Szczecińskie, 슈체친 포메라니아) 포모제 나도드잔스키에 (Pomorze Nadodrzańskie, 오데르 포메라니아) | 포모제 자호드니에(Pomorze Zachodnie), 자호드니에포모르스키(Zachodniepomorskie) (역사상의 용례로는 스웁스크 포함) (서포메라니아) 포모제 슈체친스키에 (Pomorze Szczecińskie, 슈체친 포메라니아) 포모제 나도드잔스키에 (Pomorze Nadodrzańskie, 오데르 포메라니아) | 포모제 자호드니에(Pomorze Zachodnie), 자호드니에포모르스키(Zachodniepomorskie) (역사상의 용례로는 스웁스크 포함) (서포메라니아) 포모제 슈체친스키에 (Pomorze Szczecińskie, 슈체친 포메라니아) 포모제 나도드잔스키에 (Pomorze Nadodrzańskie, 오데르 포메라니아) | 포모제 자호드니에(Pomorze Zachodnie), 자호드니에포모르스키(Zachodniepomorskie) (역사상의 용례로는 스웁스크 포함) (서포메라니아) 포모제 슈체친스키에 (Pomorze Szczecińskie, 슈체친 포메라니아) 포모제 나도드잔스키에 (Pomorze Nadodrzańskie, 오데르 포메라니아) | 포모제 자호드니에(Pomorze Zachodnie), 자호드니에포모르스키(Zachodniepomorskie) (역사상의 용례로는 스웁스크 포함) (서포메라니아) 포모제 슈체친스키에 (Pomorze Szczecińskie, 슈체친 포메라니아) 포모제 나도드잔스키에 (Pomorze Nadodrzańskie, 오데르 포메라니아) | 포모제, 포모르스키에 (역사상의 용례로는 스웁스크 제외) (포메렐렌, 문자 그대로 포메렐리아) 포모제 그단스키에 (Pomorze Gdanskie, 그단스크 포메라니아) 포모제 프스호드니에 (Pomorze Wschodnie, 동포메라니아) | 포모제, 포모르스키에 (역사상의 용례로는 스웁스크 제외) (포메렐렌, 문자 그대로 포메렐리아) 포모제 그단스키에 (Pomorze Gdanskie, 그단스크 포메라니아) 포모제 프스호드니에 (Pomorze Wschodnie, 동포메라니아) | 포모제, 포모르스키에 (역사상의 용례로는 스웁스크 제외) (포메렐렌, 문자 그대로 포메렐리아) 포모제 그단스키에 (Pomorze Gdanskie, 그단스크 포메라니아) 포모제 프스호드니에 (Pomorze Wschodnie, 동포메라니아) | 포모제, 포모르스키에 (역사상의 용례로는 스웁스크 제외) (포메렐렌, 문자 그대로 포메렐리아) 포모제 그단스키에 (Pomorze Gdanskie, 그단스크 포메라니아) 포모제 프스호드니에 (Pomorze Wschodnie, 동포메라니아) | 포모제, 포모르스키에 (역사상의 용례로는 스웁스크 제외) (포메렐렌, 문자 그대로 포메렐리아) 포모제 그단스키에 (Pomorze Gdanskie, 그단스크 포메라니아) 포모제 프스호드니에 (Pomorze Wschodnie, 동포메라니아) |
| 폴란드어 용례 (영어 용례 및 철자) | 포모제 프셰드니에 (Pomorze Przednie, 가까운/상포메라니아) | 포모제 프셰드니에 (Pomorze Przednie, 가까운/상포메라니아) | 포모제 프셰드니에 (Pomorze Przednie, 가까운/상포메라니아) | 포모제 프셰드니에 (Pomorze Przednie, 가까운/상포메라니아) | | 포모제 틸네 (Pomorze Tylne, 먼 포메라니아) | 포모제 틸네 (Pomorze Tylne, 먼 포메라니아) | 포모제 틸네 (Pomorze Tylne, 먼 포메라니아) | 포모제, 포모르스키에 (역사상의 용례로는 스웁스크 제외) (포메렐렌, 문자 그대로 포메렐리아) 포모제 그단스키에 (Pomorze Gdanskie, 그단스크 포메라니아) 포모제 프스호드니에 (Pomorze Wschodnie, 동포메라니아) | 포모제, 포모르스키에 (역사상의 용례로는 스웁스크 제외) (포메렐렌, 문자 그대로 포메렐리아) 포모제 그단스키에 (Pomorze Gdanskie, 그단스크 포메라니아) 포모제 프스호드니에 (Pomorze Wschodnie, 동포메라니아) | 포모제, 포모르스키에 (역사상의 용례로는 스웁스크 제외) (포메렐렌, 문자 그대로 포메렐리아) 포모제 그단스키에 (Pomorze Gdanskie, 그단스크 포메라니아) 포모제 프스호드니에 (Pomorze Wschodnie, 동포메라니아) | 포모제, 포모르스키에 (역사상의 용례로는 스웁스크 제외) (포메렐렌, 문자 그대로 포메렐리아) 포모제 그단스키에 (Pomorze Gdanskie, 그단스크 포메라니아) 포모제 프스호드니에 (Pomorze Wschodnie, 동포메라니아) | 포모제, 포모르스키에 (역사상의 용례로는 스웁스크 제외) (포메렐렌, 문자 그대로 포메렐리아) 포모제 그단스키에 (Pomorze Gdanskie, 그단스크 포메라니아) 포모제 프스호드니에 (Pomorze Wschodnie, 동포메라니아) |
| 카슈브어 용례                     | Zôpadnô Pòmòrskô (서포메라니아) | Zôpadnô Pòmòrskô (서포메라니아) | Zôpadnô Pòmòrskô (서포메라니아) | Zôpadnô Pòmòrskô (서포메라니아) | Zôpadnô Pòmòrskô (서포메라니아) | Zôpadnô Pòmòrskô (서포메라니아) | Zôpadnô Pòmòrskô (서포메라니아) | Zôpadnô Pòmòrskô (서포메라니아) | Pòrénkòwô Pòmòrskô (동포메라니아) | Pòrénkòwô Pòmòrskô (동포메라니아) | Pòrénkòwô Pòmòrskô (동포메라니아) | Pòrénkòwô Pòmòrskô (동포메라니아) | Pòrénkòwô Pòmòrskô (동포메라니아) |

## 역사
이 지역에는 오래전부터 사람이 거주했으나, 5세기부터 슬라브족의 일파인 포모제인이 정착하면서 나라를 세워 지명의 기원이 되었다. 그 후 기독교가 전파되고 게르만족과 슬라브족의 여러 공국이 세워지는 복잡한 역사가 계속되었다. 이후 동방식민운동 등으로 독일인들이 거주하게 되었고, 1648년 슈테틴 조약으로 브란덴부르크와 스웨덴이 포메른을 분할하게 되었으며 남은 땅도 서서히 합병하여 1815년 빈 회의 이후 모든 포메른을 점유하게 되었다. 그 후 이 곳은 프로이센의 한 주인 포메른주와 서프로이센주가 되었다. 하지만 서프로이센주에는 40% 이상의 폴란드인이 거주해, 갈등의 소지가 다분했다.

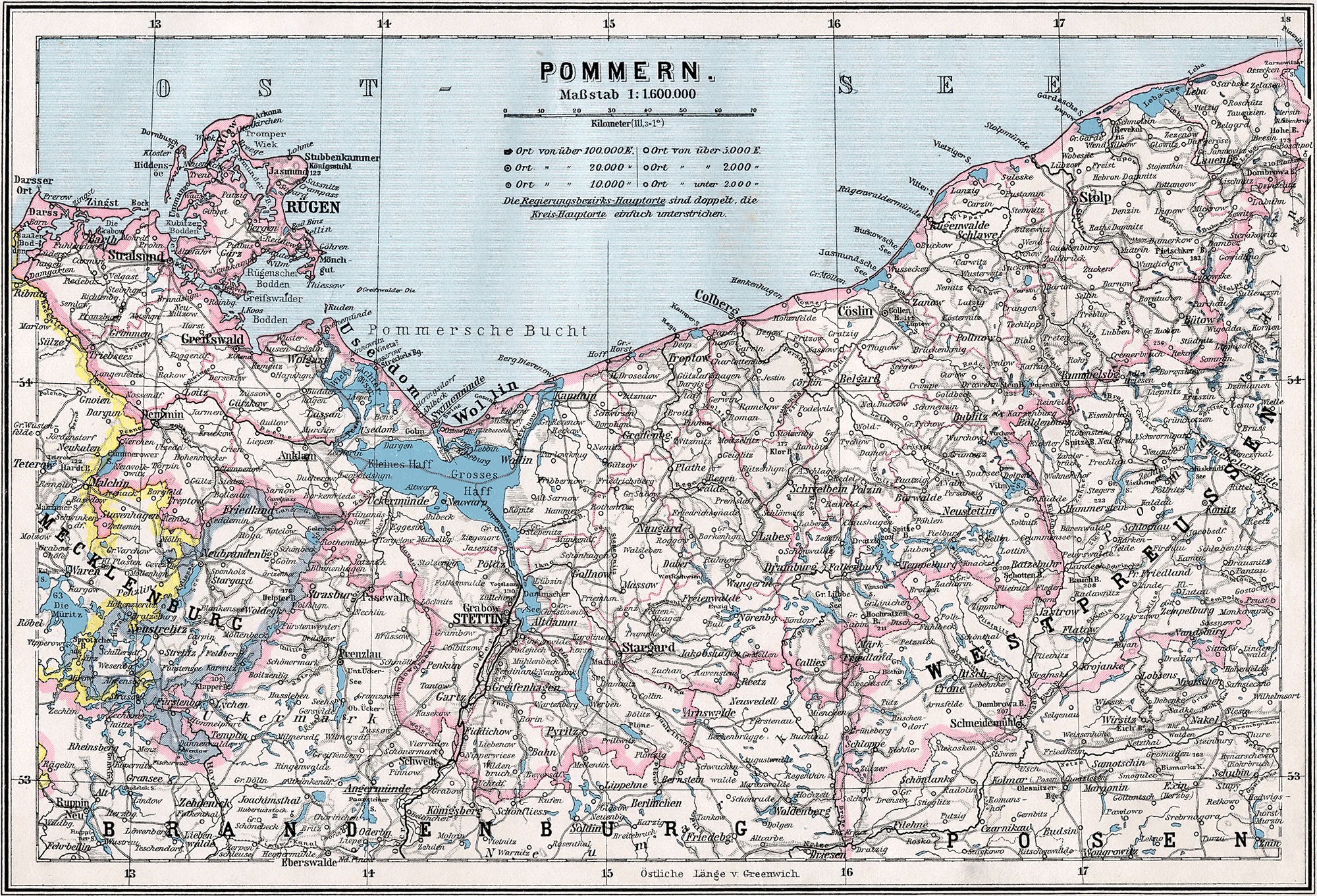
독일 제국의 포메른주 지도(1905년)

20세기 들어 제1차 세계 대전과 제2차 세계 대전을 거치면서 독일의 패망으로 이 곳의 넓은 지역은 폴란드로 귀속되었다. 우선 제1차 세계 대전으로 동부 지역, 독일어로 서프로이센 지역이 폴란드로 반환되었으며, 이로 인하여 이 곳은 독일 본토와 동프로이센 사이의 이른바 폴란드 회랑 지대가 형성되었다. 그러나 폴란드 회랑 지대의 형성은 독일의 반감을 샀으며, 이는 제2차 세계 대전의 한 원인이 되었다. 제2차 세계대전에서도 패한 독일은 오데르-나이세선 동쪽의 전지역 영토를 잃었고 오데르강 동쪽의 포메라니아 전 지역이 폴란드로 넘어가면서, 포메라니아로 불리는 지역의 오데르강 서쪽의 일부만 독일에 속하게 되고 나머지 거의 대부분은 폴란드에 속하게 되었다. 또한 오데르강 동쪽에 살던 독일인은 거의 대부분 독일로 추방되었다.
전쟁 후, 폴란드에는 서포모제주와 포모제주가 형성되었다. 독일 쪽에는 독일 동부 지역을 점령한 소련이 옛 메클렌부르크 지방과 포메른 지방의 서부를 합쳐 메클렌부르크포어포메른주(포어포메른은 서포메른이라는 뜻)를 신설했으나, 독일 민주 공화국(동독) 정권 수립 후 메클렌부르크포어포메른 주는 3개 현으로 분할되었다. 그 후 1990년 독일 통일과 함께 동독 시절의 3개 현이 폐지되고 메클렌부르크포어포메른주가 부활되어 현재에 이른다.